# 두레생협
두레생협은 조합원과 생산자가 공동구매, 공동물류를 통해 사업체를 운영하는 소비자생활협동조합이다.
1997년 7개 생협이 생협수도권사업연합회를 조직하였다. 2005년 두레생협연합회로 명칭을 변경하였다. 2022년 기준으로 회원조합 수는 24곳이며, 조합원 가구 수는 약 24만 가구, 조합원 공급액은 1,366억 원이다. 사무실은 서울특별시 구로구 공원로6가길 52에 위치하고 있다.
두레생협의 설립과정은 1980년 후반 1990년 중반까지 생협들이 많이 생겨나는 시절이었다. 그 당시 생협중앙회라는 조직에서는 1990년 초중반에 물류사업으로 지역조합의 지원과 경영 안정화를 꾀하려 하였으나, 생활재 이용조합의 낮은 구매력과 우리밀 사업에 따른 적자구조로 정상적인 물류사업을 하기엔 어려운 실정이었다. 이에 1996년 생협중앙회 소속의 지역조합들의 실무자그룹들이 물류사업의 계속여부 및 발전방향에 대해 치열한 논의가 진행되었으며, 그 중 시스템 통일을 통해 한국생협운동의 발전을 위해서는 전문사업연합으로 발전시켜야 한다고 생각하는 6개의 지역생협들이 중심되어 자본도 없는 상황이지만 일본생협을 견학하고 설립준비를 본격적으로 진행하였고, 어려운 환경과 여건 속에 당시 7개 지역생협들이 모여 1997년 7월 12일 수도권사업연합회(현 두레생협연합회)를 창립하였고, 8월 당시 생협중앙회의 물류사업부를 인수해 수도권사업연합회 자체 물류사업을 본격적으로 시작하였다.
또한, 1997년 IMF로 인하여 많은 소상공인을 비롯하여 생협들에게도 경영의 위기가 찾아왔으며, 도매기능을 수행했던 협동사업의 좌절과 새로운 연대의 필요성이 제기되는 시기이기고 한 해였다. 이에 1997년부터 1999년까지 7개 회원조합의 실무책임자 및 실무자들이 거의 매일 모여 「취급생활재 통일화, 생활재 가격과 생활재에 대한 소개를 담은 홍보물 제작 및 통일화, 매장시스템 일원화 정책, 한 달 후에 공급 받을 생활재 예약시스템 도입, 생활재 취급 원칙 및 생산지 정책에 대한 논의」등을 통해 사업적으로 시스템 통일을 통해 전문적인 사업연합의 틀을 갖추기 위해 노력을 하였다.
3년의 시간동안 당시 수도권사업연합회(현 두레생협연합회)는 자율적인 지역조합간의 협동과정을 통해 공통의 사업목표를 효율적으로 달성함으로 지역조합의 자립을 강화할 수 있는 체계라고 생각하였다. 시스템을 일원화하는 과정 중 어려운 점은 각각의 지역생협들의 특징인 이질적인 탄생배경과 운영구조 속에 시스템을 하나로 모아내기 위해 수많은 논의와 타협의 힘든 과정을 거쳐야 했으며, 그 과정에서 많은 오해와 불신도 있었고, 함께 하기가 홀로서기보다 훨씬 어렵다는 점도 느꼈다. 그러나 그럴 때마다 연합(협동)만이 살 길이다. 함께 힘을 모으면 반드시 좋은 해결방안이 나온다는 믿음이 있었고, 그 믿음만이 어려운 시련 속에서도 우리의 협동관계를 그나마 끊어지지 않게 한 유일한 공통점이었다. 그 결과 많은 어려움은 있었지만 조합원, 생산자, 실무자 모두의 희생과 노력으로 물류의 효율화와 근대화, 시스템과 생활재의 통일, 민주적 의사결정체계의 확립을 위해 노력한 과정이었으며, 협동의 과정은 힘들어도 협동을 통해 이루어낼 수 있는 힘이 얼마나 큰지도 알게 된 것이 큰 성과였다.

두레생협의 행동이념은 ① 식량의 자급도와 안전성 향상 및 생태계 보전을 위해 노력한다. ② 생협 먹을거리를 통해 시장경제와 세계화전략에 대한 이의 제기와 생활 변혁을 추구한다.  ③ 정보공개와 참여를 통한 민주적 운영을 실천한다. ④ 보다 많은 지역시민을 향해, 보다 강화된 조합원간 관계성 회복을 위해 다양한 사업방식을 정착시킨다.  ⑤ 생산자와의 관계성을 보다 강화하고, 협동섹터의 형성을 위한 교류와 연대에 적극 기여한다.

두레생협은 조합원이 협동해서 출자하고 협동으로 사업을 일으키고 조합원의 바램을 경제적으로 실현하는 협동조직이다. 두레생협운동은 조합원이 바라는 것을 사업적으로 해결하고 실현하는 것이다. 따라서 그 사업을 적정하게 운영 ‧ 관리하는 활동이 ‘생협 경영’이라고 할 수 있다.
그러나 조합원의 바램은 두레생협사업으로 해결할 수 있는 것만 있는 것은 아니다. 그 바램을 해결하기 위해 우리들의 생각이나 주장을 사회에 널리 알려서 경제적 ‧ 제도적인 해결을 목적으로 장기간에 걸친 ‘운동’을 하는 것도 필요하다. 오늘날의 사회는 생산과 소비가 명확하게 분리된 소비사회이다. 우리 소비자들은 이미 생산 ‧ 공급된 물품만 골라야 하므로 선택의 폭이 좁고, 상품이나 서비스를 수동적으로 소비하는 입장에 처해 있다. 우리들이 원하는 상품이나 서비스를 만들어내려면 구체적으로 생산하는 분들을 변화시키는 주체적인 행위 없이는 해결할 수 없는 구조이다.
따라서 두레생협운동은 바림직한 사회를 실현하기 위한 사회적 활동도 하고 있으며, 이러한 사업과 사회적 활동을 포함해서 넓은 의미로 ‘생협운동’이라고 말하고 있다.
2000년대 두레생협의 생협운동은 소비자의 요구인 ‘안전‧안심’을 추구하며 구체적으로 두레생협 생활재를 만들고 산지직거래 상품 등의 유통 및 사업 시스템을 구축하여 사회적 ‧ 경제적으로 커다란 영향을 끼쳤다. 구체적인 사업으로 유해한 식품첨가물을 없앤 ‘두레생협 생활재’를 만들고 동시에 식품첨가물 문제를 사회에 널리 알리는 활동도 전개해 왔다. 조합원이 추구하는 안전 ‧ 안심의 요구를 구체적인 사업과 활동을 통해 실현해 온 것이다.
두레생협의 사업경영은 생협운동을 구체화하는 것이다. 그러므로 생협의 사업경영을 생각할 때 필요한 것은 생협운동의 사명과 이념을 끊임없이 되새기고 ‘생협이란 무엇인가’를 되묻는 초심을 잃지 않는 것이다.

## 연혁
- 1996년 8월 :「(가칭)생활협동조합수도권사업연합 추진사무국」설립
- 1996년 12월 : 「사업연합 추진을 위한 경인지역생활협동조합 협의회」로 명칭 변경
- 1997년 7월 : 7개 생협으로「소비자생활협동조합수도권사업연합회」창립(초대회장 한성찬)(바른두레, 경기두레, 안양YMCA, 부천YMCA, 광명YMCA, 주민, 한우리)
- 1999년 12월 : 舊 목감동 물류센타 건립, 이전(시흥시 조남동 178-1번지)
- 2000년 12월 : 서울「서울남부두레생협」회원가입
- 2000년 3월 : 제4차 정기총회
- 2000년 5월 : 인천「푸른생협」 회원가입
- 2001년 4월 : 경기「고양파주두레생협」 회원가입
- 2002년 2월 : 인천「참좋은두레생협」 회원가입
- 2002년 3월 : 경기「의왕두레생협」,서울「울림두레생협(전 마포두레생협)」 회원가입
- 2002년 10월 : 서울「환경운동연합에코생협」 회원가입
- 2003년 3월 : 제7차 정기총회
- 2003년 11월 : 「두레생산자회」창립
- 2004년 10월 : 무역회사「(주)에이피넷(Alternative People's Network for Peace and Life)」설립
- 2005년 3월 : 제9차 정기대의원총회에서 「두레생협연합회」로 명칭 변경
- 2005년 12월 : 생산이력제 시스템 시작(주곡류부터)
- 2006년 3월 : 제10차 정기총회
- 2006년 7월 : 「농업회사법인 두레축산」설립
- 2009년 2월 : 제13차 정기총회
- 2009년 7월 : 서울「은평두레생협」, 강원 「원주생협」 회원가입
- 2009년 9월 : 경기「팔당생명살림생협」 회원가입
- 2009년 11월 : 서울「서울북부두레생협」 회원가입
- 2009년 12월 : 제6회 친환경농업대상 소비유통부문 최우수상 수상
- 2010년 9월 : 서울「한울안생협」 회원가입
- 2011년 7월 : 생협법인 두레생협연합회 창립총회(발기인 17개 조합)
- 2011년 9월 : 「안성두레생협」 ,「평택두레생협」, 「구로시민생협」, 「시흥YMCA생협」 회원가입
- 2011년 11월 : 「남양주YMCA생협」 회원가입
- 2011년 12월 : 「아름다운생협」 회원가입
- 2012년 7월 : 「주민두레생협」 회원가입
- 2012년 8월 : 「성동두레생협」, 「춘천생협」 회원가입
- 2012년 8월 : 팔당 두물머리 행정대집행 저지 활동 및 두물머리 지원 모금
- 2012년 9월 : 「의정부YMCA등대생협」 회원가입
- 2013년 6월 : 「군포YMCA등대생협」 회원가입
- 2013년 11월 : 제4회 아시아민중기금 총회
- 2013년 11월 : 필리핀 태풍피해 돕기 1004기금 모금 필리핀생산지 전달
- 2014년 3월 : 오포물류센터 이전
- 2014년 10월 : ICA (국제협동조합연맹) 준회원 가입
- 2014년 10월 : 팔레스타인 평화모금 전달
- 2015년 2월 : 강원유기농 물류센터 및 사무실 화재복구를 위한 조합원 모금 진행
- 2015년 5월 : 세계 공정무역의 날 한국페스티벌 참가
- 2015년 5월 : 네팔 강진피해 복구 1004모금 진행
- 2016년 7월 : 「경희대생협」 이용생협 가입 승인
- 2016년 10월 : 제주유기농 태풍피해복구 기금 / 故 백남기 농민 추모 기금 / 사드 반대 기금 모금
- 2016년 11월 : 두레에이피넷 '2016 대한민국 CSR 필름 페스티벌' 국제협력부문 수상
- 2017년 3월 : 경기도 따복공동체 사회적경제활성화 상호협력 MOU 체결
- 2017년 5월 : 2017 세계 공정무역의 날 기념 공정무역 & 민중교역 포럼 개최
- 2017년 7월 : 두레생협연합회 창립 20주년 기념 토론회 개최
- 2017년 8월 : 두레에이피넷 → 피플스페어트레이드협동조합 전환 창립 총회
- 2017년 12월 : 두레생협연합회 창립 20주년 기념행사 및 자료집 발간
- 2018년 10월 : 호혜를 위한 아시아민중기금 제 9차 총회(두레생협 주최)
- 2019년 2월 2019 정월대보름 행사, 3월 두레자원순환운동 <마이박스(MY BOX) 캠페인>, 4월 강원지역 산불 피해 긴급 지원 기금 모금, 제1기 민중교역 활동가 양성과정, 5월 2019 세계공정무역의 날 주간 캠페인, 몬산토반대 시민행진 참가, 6월 2019 서울 사회적경제 주간 기념 행사, (주)우리밀 화재 피해 복구 1004기금 모금, 7월 두레 톡, Talk, 톡! 활동Show!, 8월 상주포도생산자 화재피해복구 1004기금, 9월 제9회 ‘2019 생명나눔한마당 in 서울’, 10월 2019 경기도 공정무역 포트나잇, 11월 식생활교육 강사양성 고급과정, 콩나물 생산지 우리마을 화재피해복구 1004기금, 12월 두레자원순환토론회
- 2020년 1월 광명지역 공정무역 활성화를 위한 협약식, 3월 두레자원순환운동<생활의 재개발> 캠페인 시작, 4월 서울시협동조합지원센터 협동조합 생태계 조성을 위한 업무협약, 민중교역 생산지 응원 및 면마스크 1+1 희망나눔 캠페인, 친환경급식농가 돕기 소비촉진 행사, 5월 2020 몬산토반대시민행진 GMO OUT! 기자회견, 도농상생 선결제 캠페인 참여, 2020 제2기 민중교역 활동가 양성과정 진행, 6월 바르크 제3기 기금프로젝트 협약식, 사회적기업 상생기획 및 바이쇼설 행사, 7월 서울시 임산부꾸러미 공급업체 선정, 8월 두레생협 생산지 호우피해 복구 1004기금 모금,  두레생협 협동조합교육 강사 양성과정, 두레생협 식생활강사양성 고급과정 진행, 9월 푸른초장 화재피해복구 1004기금 모금, 10월 생협법개정추진위원회 발족식 및 15대 개정과제 발표 기자회견 참가, 2020 경기도 공정무역 포트나잇 주관, 호혜를 위한 아시아민중기금 제 11차 총회 참가, 11월 <경기도 가정보육 어린이 건강과일 공급사업> 공급업체 선정, 생협의 자립적 활성화를 위한 제도 개선 국회토론회 참가, 친환경 농산물 포장 저감사업 ‘Plastic Free – Zero waste’ 참여, 12월 제로웨이스트(벌크매대) 시범매장 13곳 진행, 농축산물 소비촉진 행사
- 2021년 1월 두레생협·부평구 아이스팩 재사용을 위한 업무협약, 친환경 산란계 농장 산안마을 예방적 살처분 반대 기자회견 참가 / 3월 두레생협 기후위기 활동가 양성과정 진행 / 4월 일본 후쿠시마 원전 오염수 해양 방류 결정 규탄 성명 / 5월 두레생협연합회 구로 신사옥 입주, 용기내! 민중교역·공정무역 캠페인 / 6월 두레생협·한국순환자원유통지원센터 종이팩 수거사업 업무협약식, 두레자원순환운동<종이팩재활용 캠페인> 시작, 두레생협 임원교육, 워크숍 촉진자 과정 진행, 산자부의 GMO 규제 완화 반대 기자회견, 팔레스타인 가자지구 재건을 위한 특별 기금 전달 / 7월 두레생협·aT ESG경영실천 업무협약, 제3회 사회적경제 박람회(광주) 참가 / 8월 두레생협 식생활강사양성 심화과정 진행, 자연의 품, 해남 박창윤생산자 화재피해 복구 1004기금 모금 / 9월 두레생협 식생활강사 네트워크 발족, 두레생협연합회 사옥 햇빛발전소 설치 / 10월 제11회 두레생협 생명나눔한마당 개최, 두레생협·에너지시민연대 소등캠페인 진행, 호혜를 위한 아시아민중기금 제 12차 총회 참가, 경기도 먹거리아카데미 진행(평택, 안성, 화성) / 11월 친환경 농업 및 먹거리 전환 촉구 대회 참가 / 12월 제 33차 세계협동조합대회 참가, 가축전염병 대응방안 개선을 위한 국회토론회 참가, 두레생협·환경부 포장폐기물 및 플라스틱 감량과 자원순환을 위한 업무협약
- 2022년 1월 자원순환 특별강좌 <지역과 지구를 살리는 휴지이야기> 진행(총 2회), 5대 생협연합회 정책 전달식 / 2월 두레 장학교 1기 시작 / 3월 두레생협 민중교역 활동가 교육워크숍 진행, 동해안 산불피해 복구 1004기금 모금 / 4월 두레생협 임원교육<리더십 클래스> 진행 / 5월 <함께 심어요! 희망의 발랑곤바나나> 캠페인 진행, 필리핀 오데트 태풍피해기금 3천만원 전달 / 6월 두레자원순환운동<종이팩재활용 집중캠페인> 진행 / 7월 두레생협 하반기 임원교육<변화의 시대, 리더의 역할> 진행, 두레생협 x 에너지시민연대 소등캠페인 진행 / 8월  기후위기 특별기획강좌<에코사이드, 환경위기와 인권위기> 진행 / 9월 924 기후정의행진 참가 / 10월 제12회 두레생협 생명나눔한마당 개최, 2023 경기 공정무역 포트나잇 개막식 참석 / 11월 일본 그린코프생협 지역교류회 참가, 두레생협 식생활강사양성 심화과정 진행, 두레생협 x ICA청년위원회 대표 온라인 간담회 개최 / 12월 일본 생활클럽 친생회 교류회 참가, 레생협 민중교류기금 - 필리핀 바르크프로젝트 기금 수행 생산지 방문